# 寿司

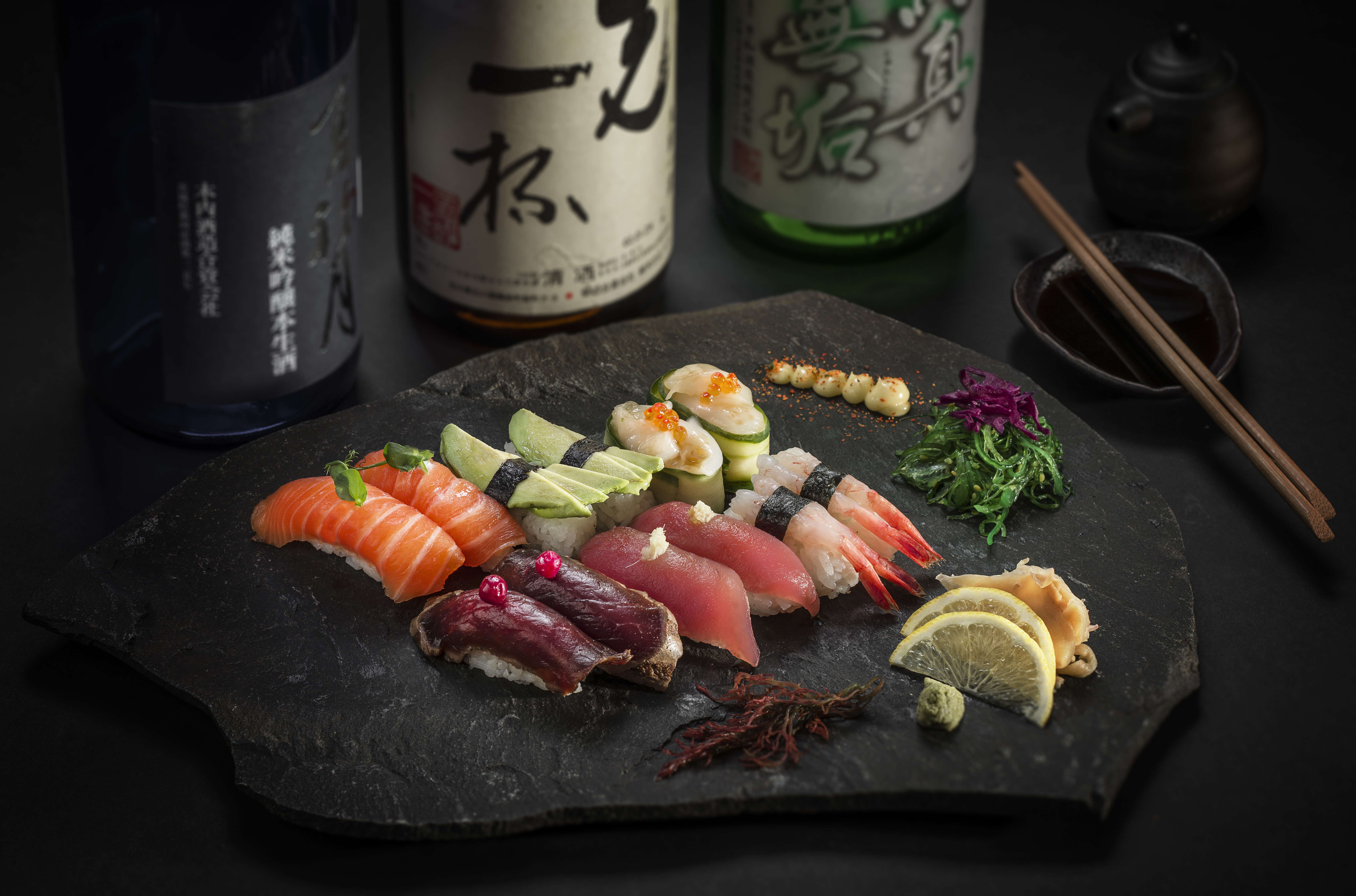
禦瀨瀨握壽司

寿司（日语：〔〕／ sushi）是一種日本料理，主要材料是用醋、糖、鹽調味過，以肥小而稍帶甜味的日本珍珠米所煮成的醋飯，降溫後加上魚肉、海鮮、蔬菜、雞蛋或其他肉類等作配料。醋飯原為一種保存食物的方法：以醋酸令食物的酸鹼值下降，抑制微生物生長，以减缓食物腐敗。
壽司既可以作為小吃也可以作正餐，配料可以是生的、也可以是熟的，又或是醃過的。由于配料的不同，不同壽司的價格、水準差距甚大。
壽司除了是日本人喜愛的食物之外，在日本以外地區也十分流行，世界各地迴轉壽司式的壽司店與包裝壽司也不胜其数。

## 字源與歷史
根据日本学者的研究，寿司的起源有多种可能：
- 源于东南亚的一种传统鱼肉发酵保存法；

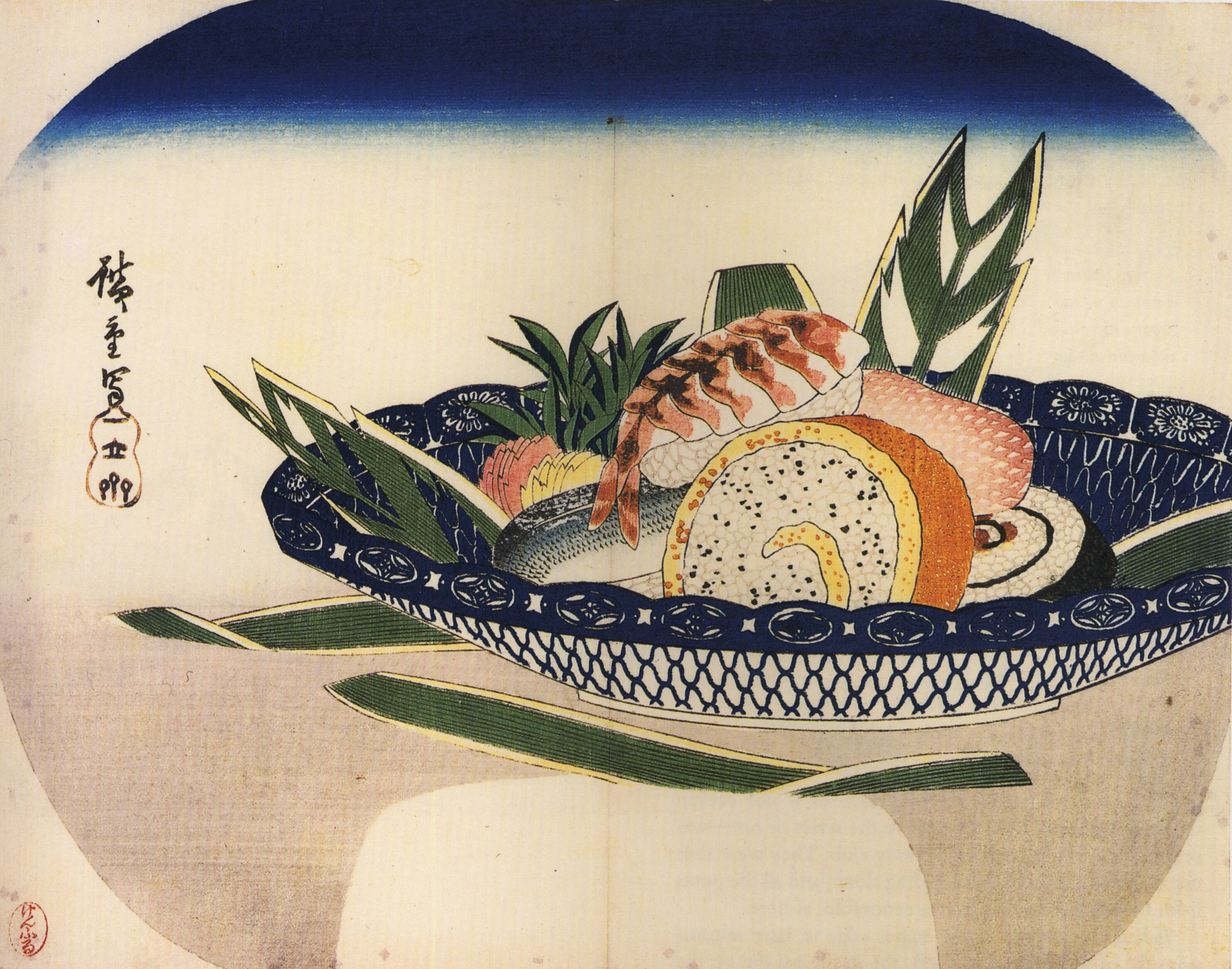
歌川廣重 壽司的畫

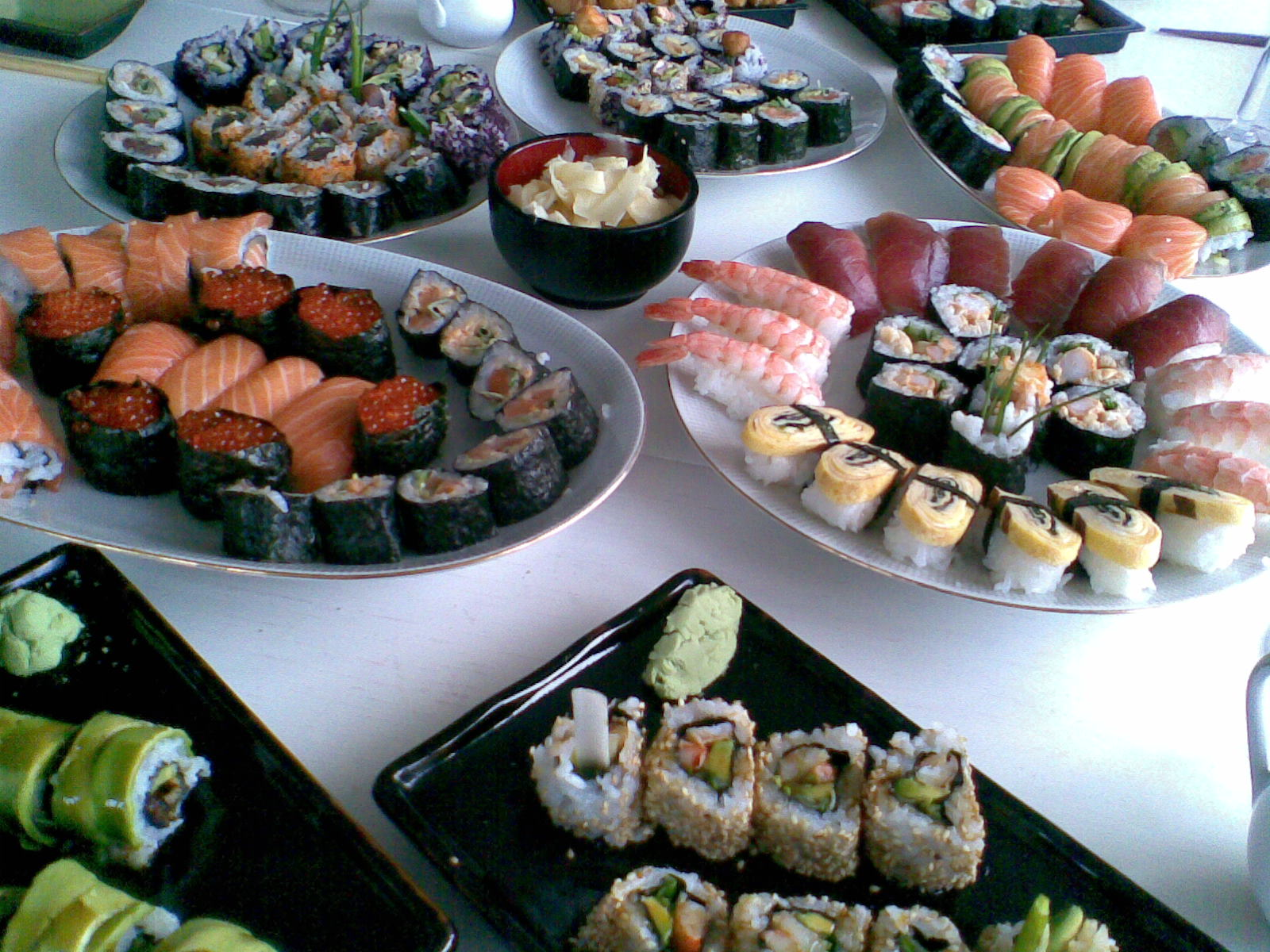
壽司宴

- 寿司历史可追溯至2000年前日本开始发展水稻种植的时期。寿司的雏形出现于弥生时代，当时的人发明了将食用鱼加盐在米饭中发酵的做法，即今日的熟寿司，此时米饭为发酵所用材料，并不食用。到了室町时代，其中发酵过的米饭变得也可以食用。在江户时代，醋逐渐取代了发酵米饭的地位。而到了近现代，寿司则成为了一种与日本文化紧密相关的快餐食品。

### 鮨、鮓之字源
壽司亦作「鮨」，鮨字首先出現於前3世紀至前4世紀的中國，原意是攪碎的魚肉。在日本，「鮨」字最早出現於718年的《養老律令》中，當中提及國民要繳付，不過這個「鮨」指的是甚麼已無從稽考。
壽司的另一寫法為「鮓」，鮓字出現於2世紀，原意是一種用鹽、米等醃製，讓魚肉發酵後剁碎，煮熟後進食的食物。

### 日本的壽司
傳統日本壽司視食材與壽司店的定位會有不同的收費等級，客人在店裡可以單點自己喜歡的壽司，也可以交由師傅按當天的食材，依照食材味道清淡到濃厚的順序來出菜，通常會由清淡的白肉魚如鰈魚、比目魚開始，由玉子燒作結尾。

### 台式壽司
受日治時期影響，壽司在台灣亦屬常見，在引進台灣後逐漸發展出在地特色，除米不同外，糖跟醋比例亦有所不同。
如台式的生魚片的份量較大，日式則走精緻路線；而花壽司的台式常見的內餡有肉鬆、蛋皮、黃瓜、生魚片和火腿等多項食材，日式則是偏向單一食材。

## 餐廳
在日本最出名的傳統壽司店是由店主小野二郎先生與長子小野禎一先生經營的數寄屋橋次郎壽司店，該店曾連續十年獲得米其林指南三星評價認證，後因米其林指南評鑑方針改變，自願放棄米其林三星評價認證。
迴轉壽司是壽司餐廳的一種。師傅把製作好的壽司放在盤子後擺在運輸帶上，運輸帶圍繞餐廳的坐檯而行。顧客雖然可以要求師傅個別製作壽司，不過大部分還是於運輸帶上挑選，另外在一般的迴轉壽司餐廳中，會提供杏仁豆腐、布丁、羊羹等傳統壽司店不提供的中西日式甜點。

## 種類

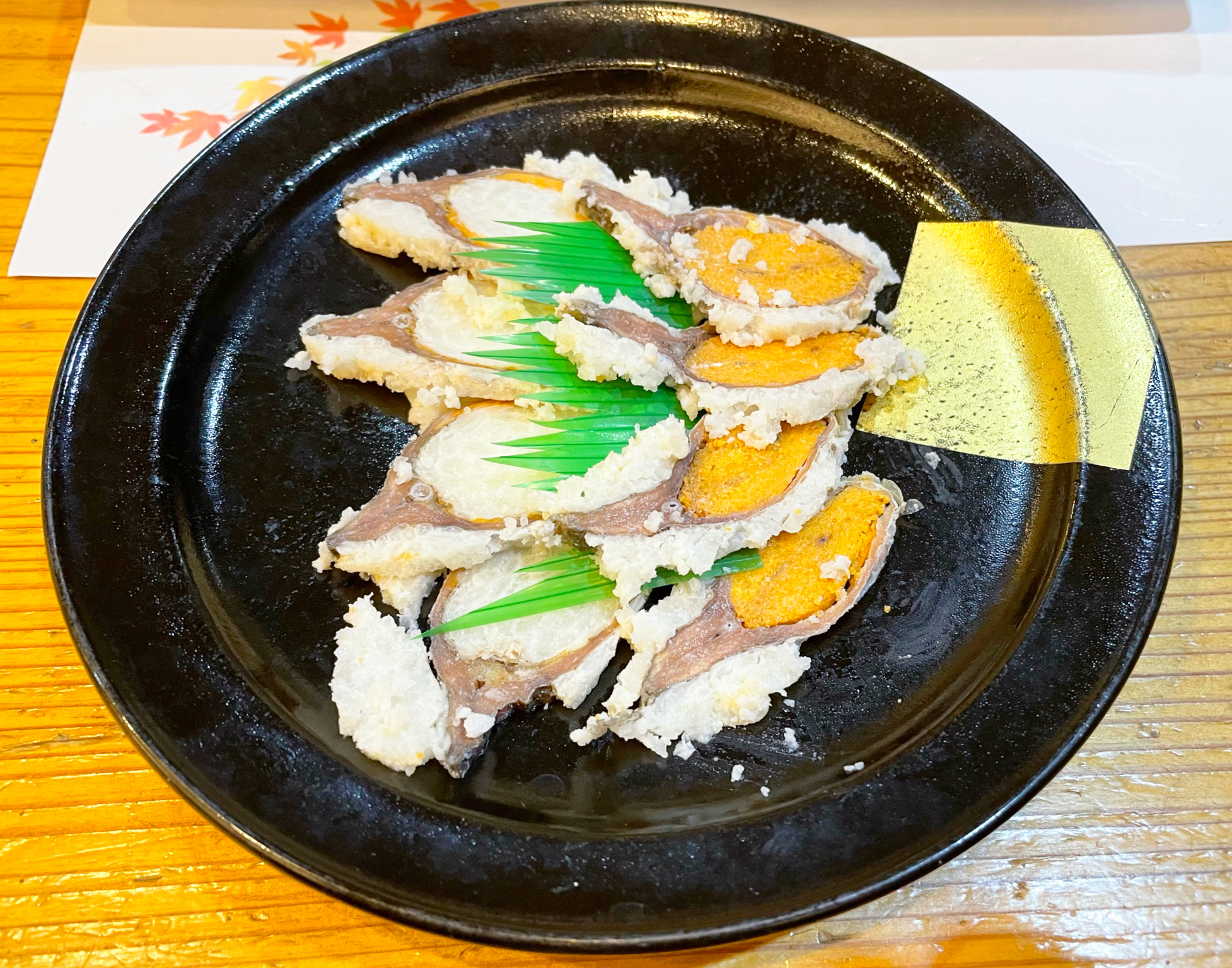
鮒壽司

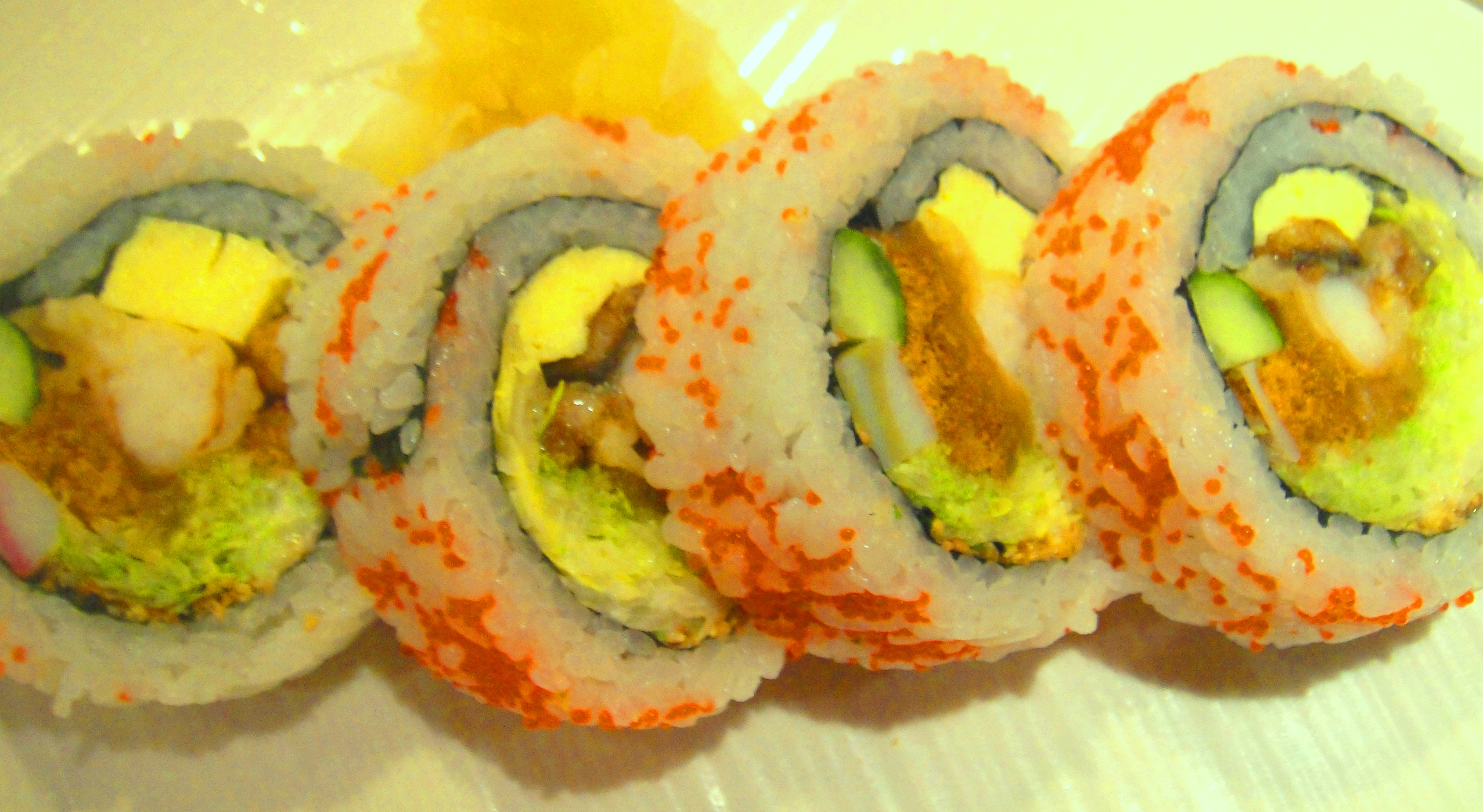
花壽司

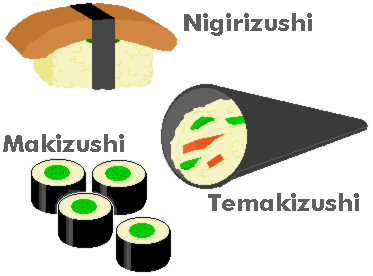
握壽司、手卷、壽司卷

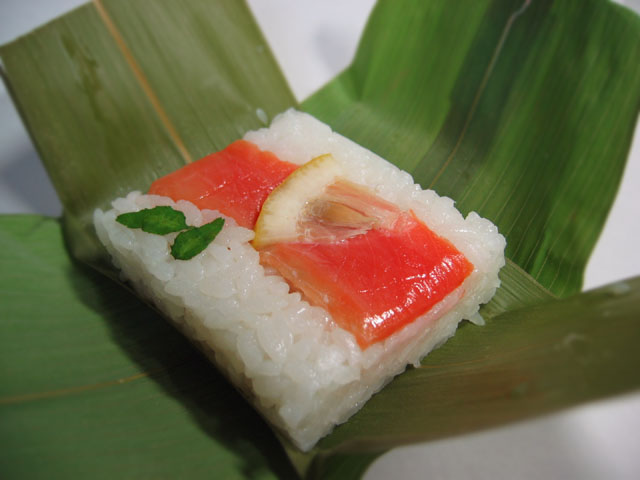
笹壽司（押壽司一種）

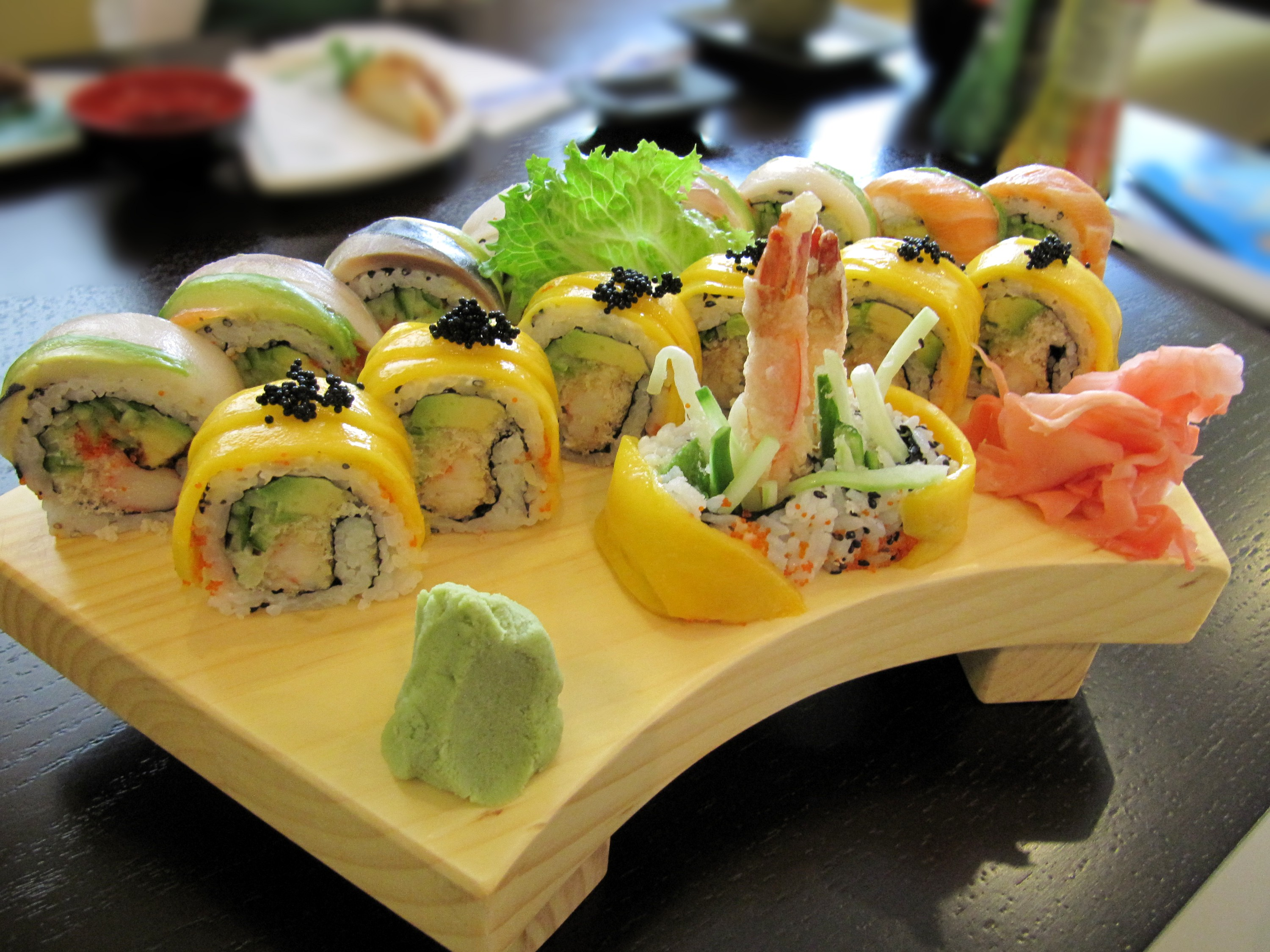
用蛋皮不用海苔的黃金壽司

- 熟壽司（日语：なれずし）：以鹽、醋飯醃漬魚肉，以乳酸菌發酵後做成，可長久保存，但具有濃烈氣味。滋賀縣琵琶湖市町村的傳統食品「鯽魚熟壽司（鮒壽司）」、和歌山縣的鯖魚熟壽司和秋刀魚熟壽司屬此[1]。但因為味道過於濃烈（混雜著鹹味、魚腥味、腐敗味），連日本人都不太能接受。
- 江户前壽司（日语：江戸前寿司）：這是一種統稱，泛指以江戶前（日语：江戸前）（東京灣）海域捕捉到的魚貝類食材製作成的壽司，包含了握壽司、捲壽司等各類壽司。
- 卷壽司：在小竹簾上面铺一层海苔（紫菜），再铺一层醋飯，中間放上配料，卷起来成一長卷，然後切成小段。
  - 太，是直徑比較粗的一種卷壽司，通常有數種配料。
  - 細，顧名思義，就是比較幼細的，通常只含一種配料。如鐵火卷（日语：鉄火巻）。
  - 手，把壽司捲成圓錐體狀（類似冰淇淋甜筒），比較難用筷子夹，所以通常用手拿著吃。
  - 裏，反過來用海苔裹着最中心的配料，再裹醋飯。最外面灑一層或有芝麻、魚卵、蟹卵等。如加州卷。
  - 軍艦卷（日语：軍艦巻），醋飯用海苔裹成橢圓形狀，配料放上面。專門用於鮭魚子、海膽等較難捏製的食材。
  - 素，僅用醋飯與海苔捲成壽司卷，較常見美食家用來品嘗店家純粹的醋飯味道。
- 箱押壽司（押し寿司），又稱做木條壽司或一夜壽司，主要流行於日本關西，是用長型小木箱（押箱）輔助製作壽司。製作者先把配料鋪在押箱的最底層，再放上醋飯，然後用力把箱的蓋子壓下去。作成的壽司會變成四方形，最後切成一口塊。奈良與富山地區則分別使用柿葉與竹葉取代押箱做成押壽司。
- 握壽司（握り寿司），用手將醋飯與生魚片一起捏製成魚在上，飯在下，約一口大小，並在生魚片與醋飯間塗上些許山葵。視配料種類之不同，有時會用一塊海苔把兩者縛在一起。在日本，若不加說明的話「壽司」一詞多是指握壽司。
- 豆皮壽司，用調味過的豆皮裝着醋飯。醋飯中常見配料是油炸豆腐皮、蛋皮、高麗菜（椰菜）、滷香菇、筍子、胡蘿蔔等。
- 印籠壽司，將醋飯與烏賊內臟做成的醬汁拌勻，然後塞進煮好的烏賊中。
- 姿壽司，維持食材的鮮活外表，將內臟處理與食材調味。常見的是將魚身內的內臟處裡掉，再裝入醋飯，但外觀就像一整條魚一樣，沒有多餘加工。
- 散壽司（ちらし寿司）與之前所描述的壽司稍有不同。
  - 江戶前散壽司（江戸前ちらし寿司），常見於關東地區，配料灑在盛在碗裏的醋飯上。
  - 五目散壽司（五目ちらし寿司），常見於關西地區，配料拌進盛在碗中的醋飯里。

## 常見配料
- 生魚片：鮭魚、鮪魚、鰤魚（黃尾魚）、鯛魚、鰹魚、鯖魚、鯽魚、鱵魚、旗魚、比目魚、鰈魚、河豚、竹莢魚、烏魚
- 各類海鮮：烏賊（墨魚）、八爪魚、螃蟹、蝦、蝦蛄、鰻魚、星鰻、魚卵、海膽、北寄貝、鮭魚卵、飛魚卵、蝦卵、帶子等
- 果菜：醃蘿蔔、醃梅子、納豆、鱷梨、黃瓜、炸豆腐、豆皮、紫蘇、瓠瓜、香菇、山葵
- 紅肉：牛肉、馬肉、火腿、鯨魚
- 其他：玉子燒、生鵪鶉蛋

## 常見佐料
- 壽司醬油
- 山葵
- 紅薑絲
- 紫蘇葉
- 味醂
- 蘿蔔
- 天然日曬鹽
- 薑片（日本以外）

## 加工手法
- 醬油漬－用來增加材料的鮮味，常見於醃漬鮪魚中段與赤身部位
- 醋漬－視天氣陰晴、氣溫決定魚肉浸在醋中的時間與天然鹽鹽份多寡，常見於窩斑鰶、竹筴魚等發光材料
- 湯霜－用滾燙的熱水或高湯燙熟壽司材料表面，再迅速浸入冰水。常見於味道清淡的白肉魚如鯛魚等
- 燒霜－用爐子燃燒稻草製造瞬間大火烤熟壽司材料表面，但裡面還是生魚片。常見於鰹魚等紅肉魚等
- 炙燒－在壽司材料表面用噴燈輕微加熱，增加口感、豐富味道。常見於章魚、烏賊、花枝等
- 照燒－用於給材料增加濃厚味道，常見於星鰻、穴子魚（因為血液蛋白有毒，無法生食）
- 白灼－在日本也有店家推出不用濃厚醬汁的白煮鰻魚壽司，用魚骨熬煮的高湯煮熟鰻魚或蝦貝之類的海產，再用天然鹽與淡味醬油調味
- 佃煮－將材料用醬油、砂糖、味醂下去燉煮，常見於壽司店招待客人的小菜如鹿尾菜、小魚乾、貝類
- 雜煮－將魚貝類的內臟用清水或高湯煮熟，常見於下酒菜

## 衛生問題
壽司常以生魚片做為材料，如處理不當，就可能有病菌和寄生蟲，尤其是線蟲。因此壽司對於食材與處理過程要求較高。

## 圖庫

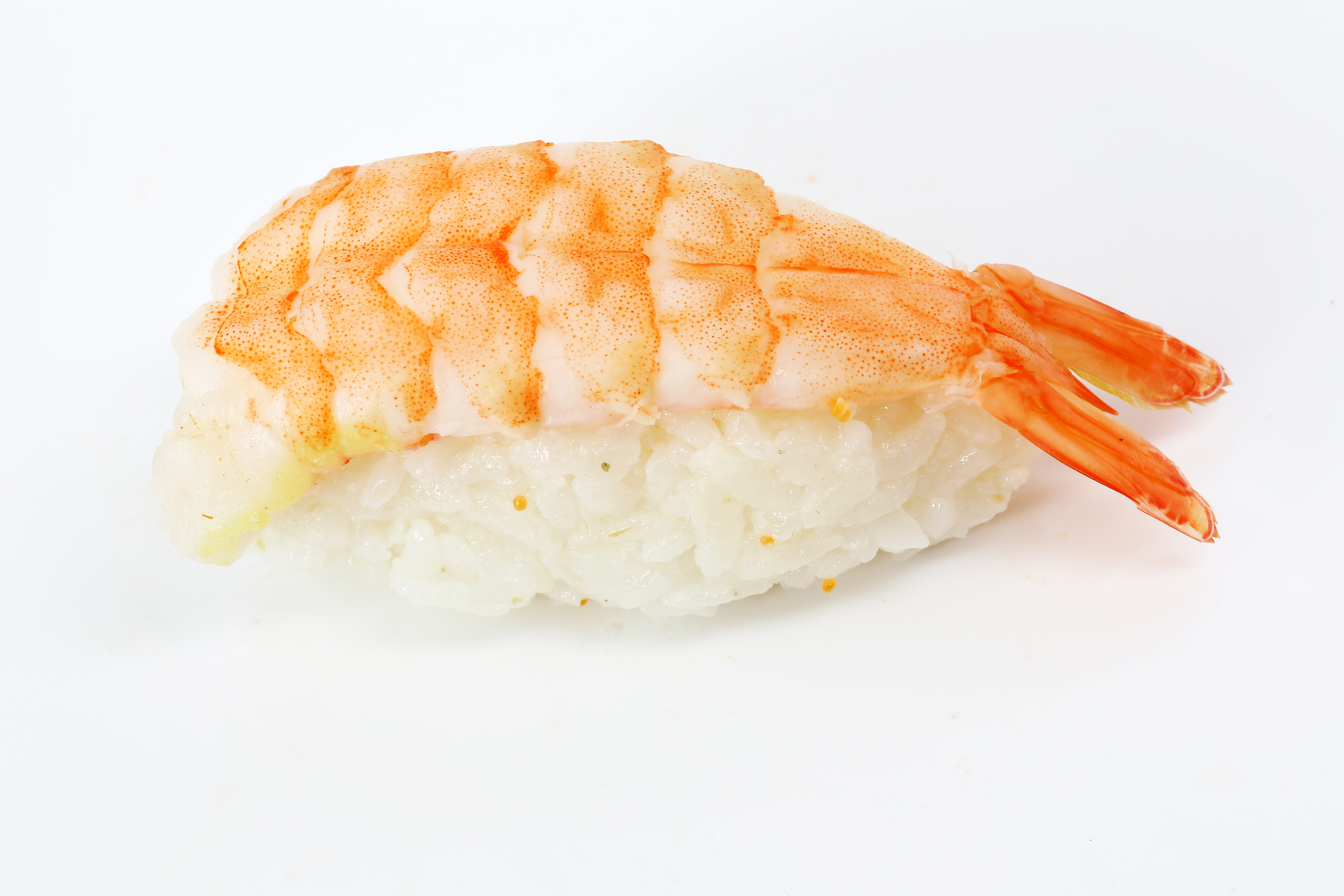
海老握寿司
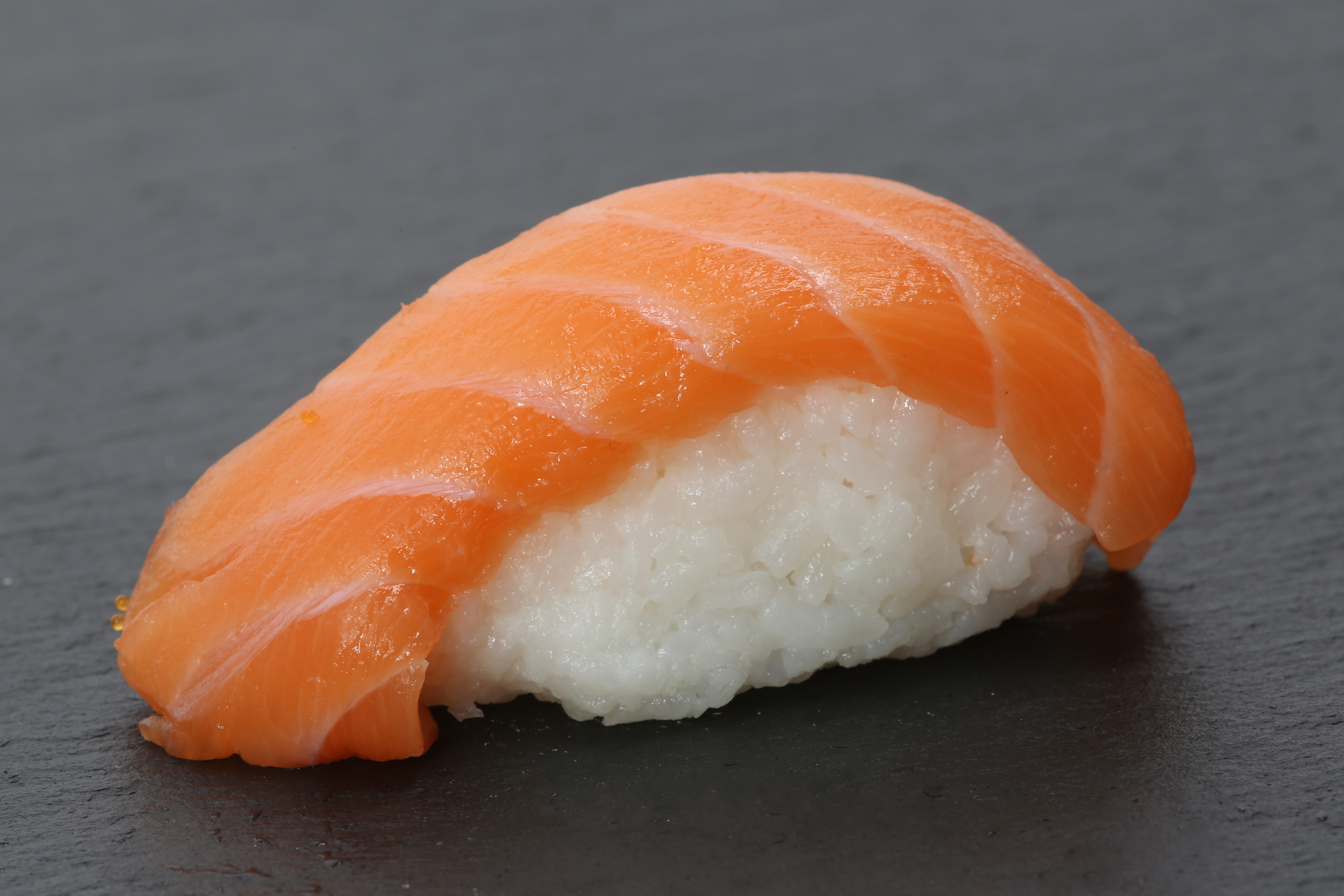
鲑鱼握寿司
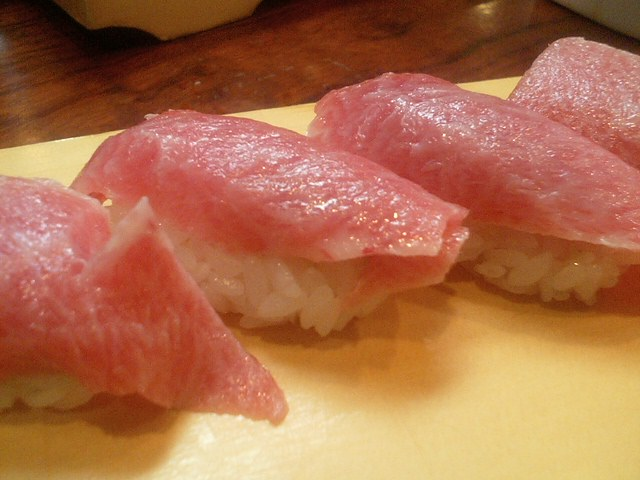
鮪魚寿司
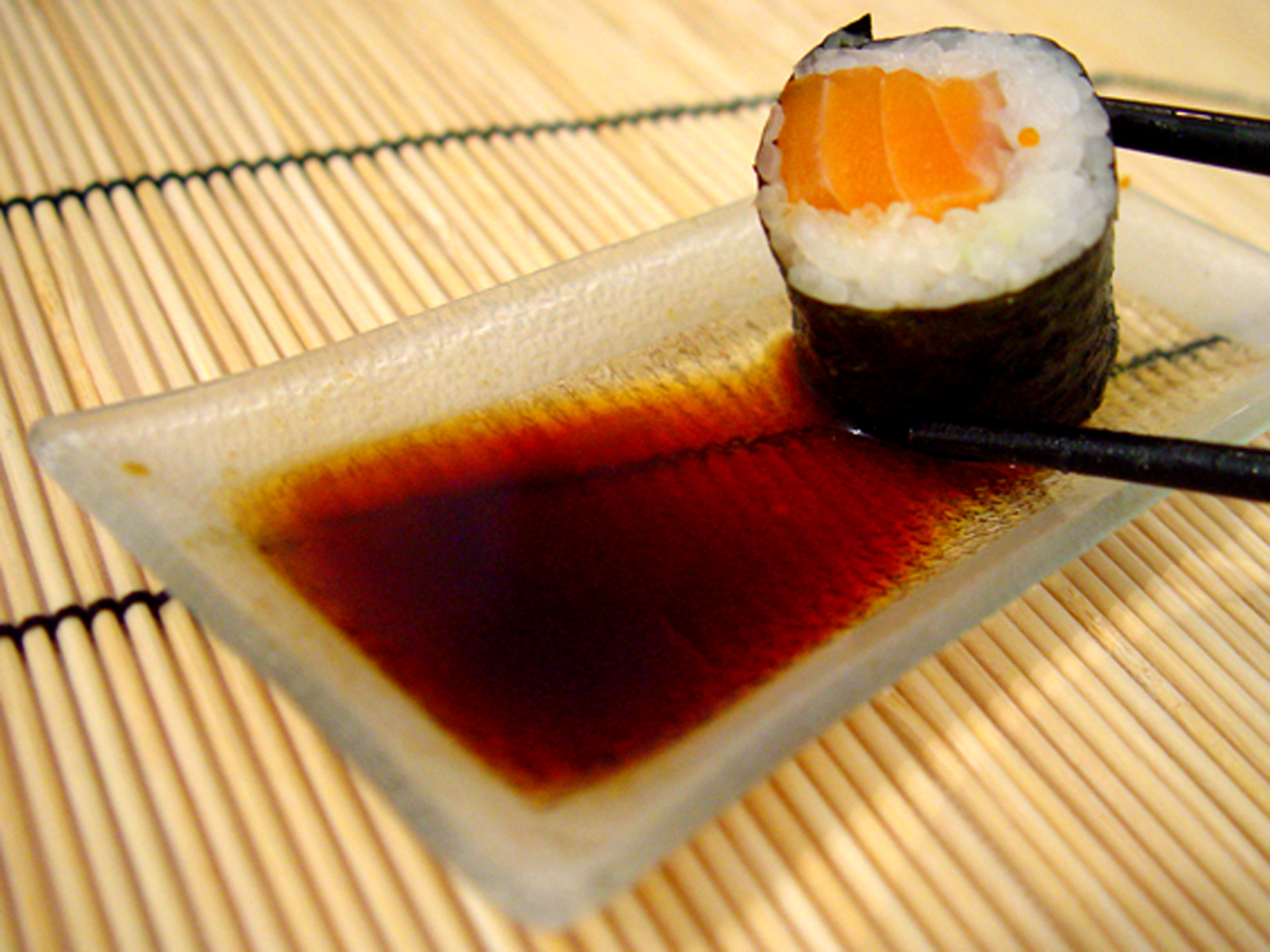
鲑鱼卷
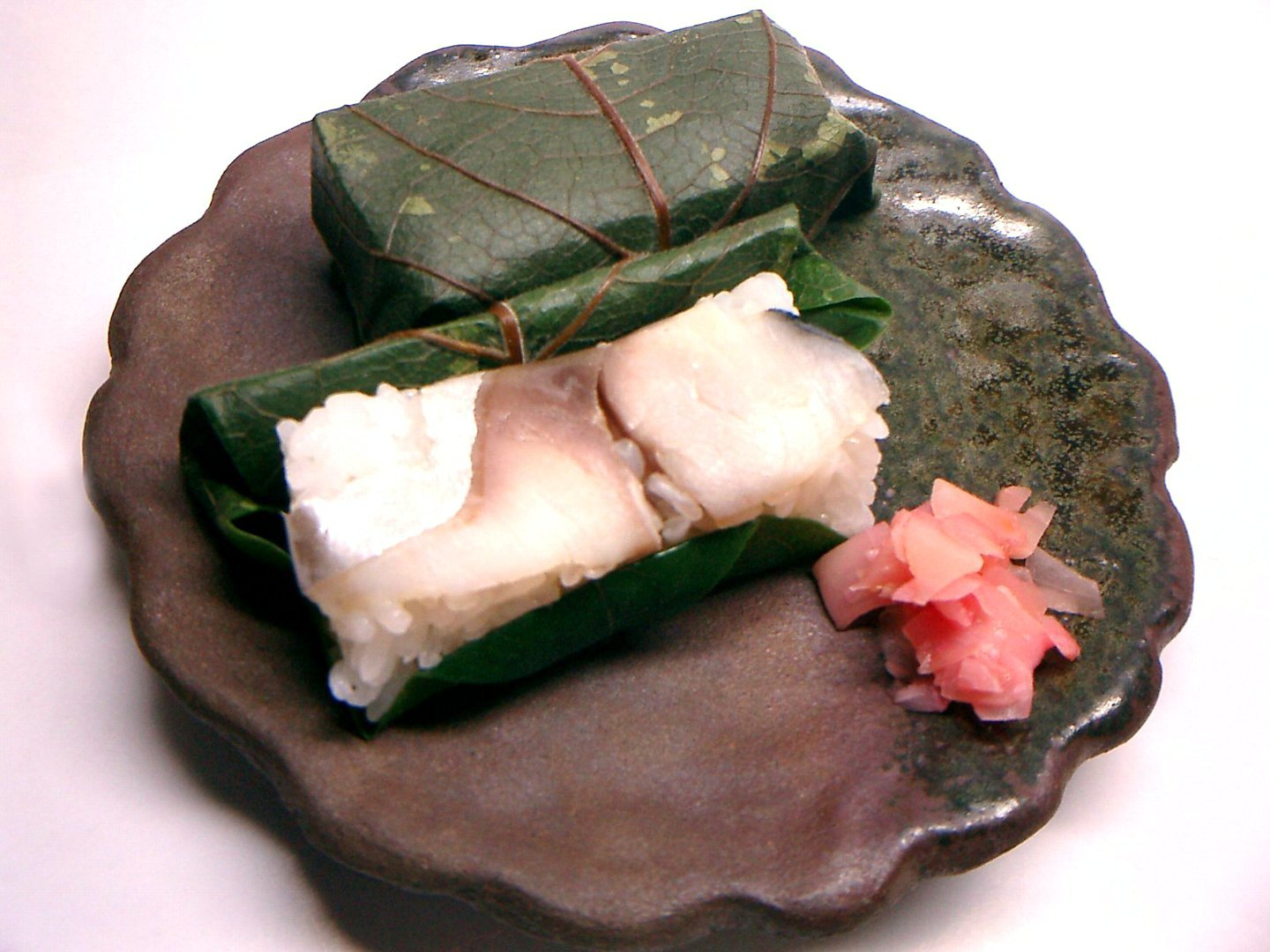
柿叶寿司
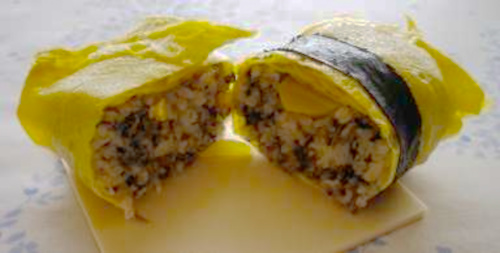
茶巾寿司
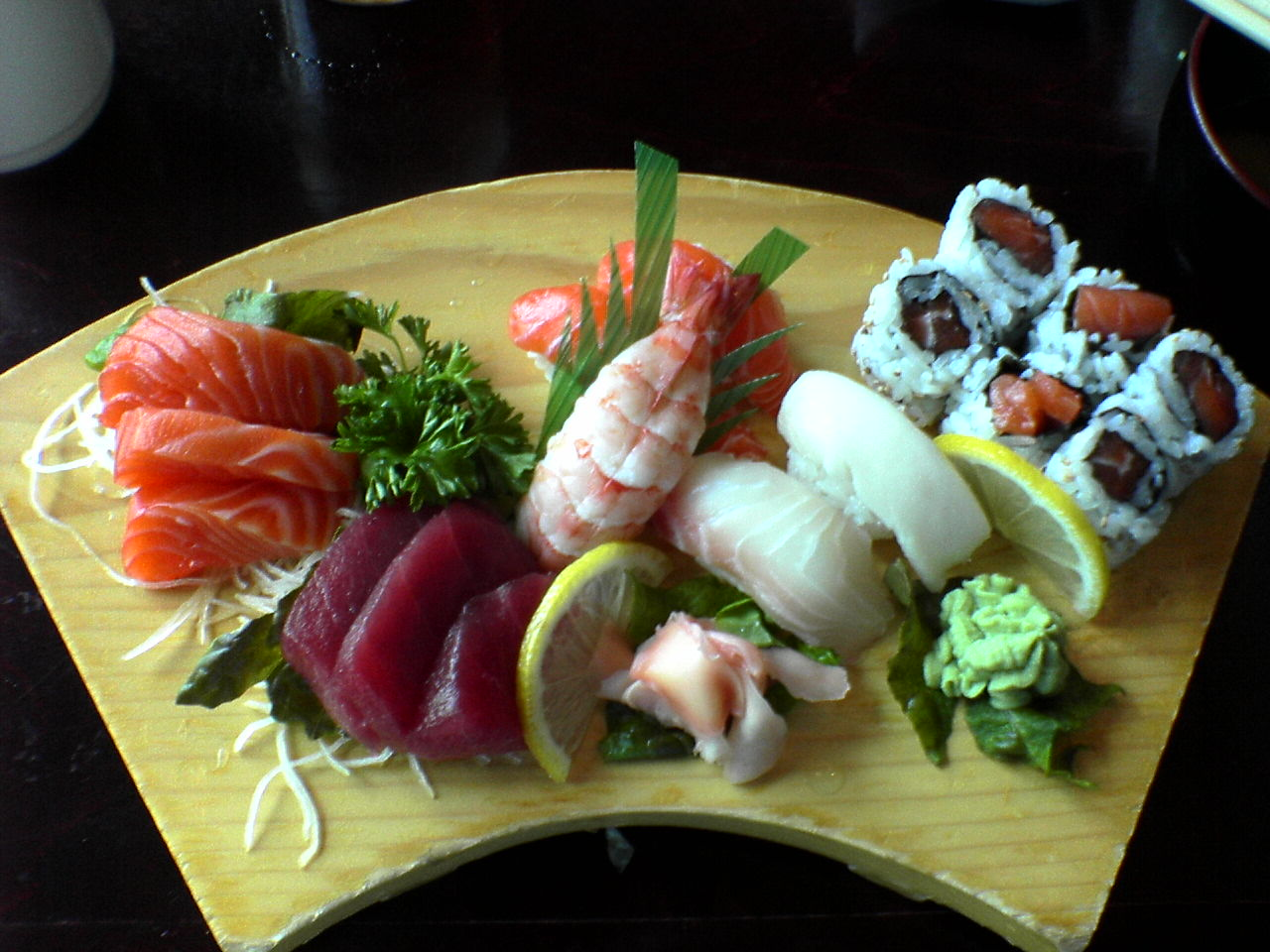
盛り合わせ（類似拼盤）
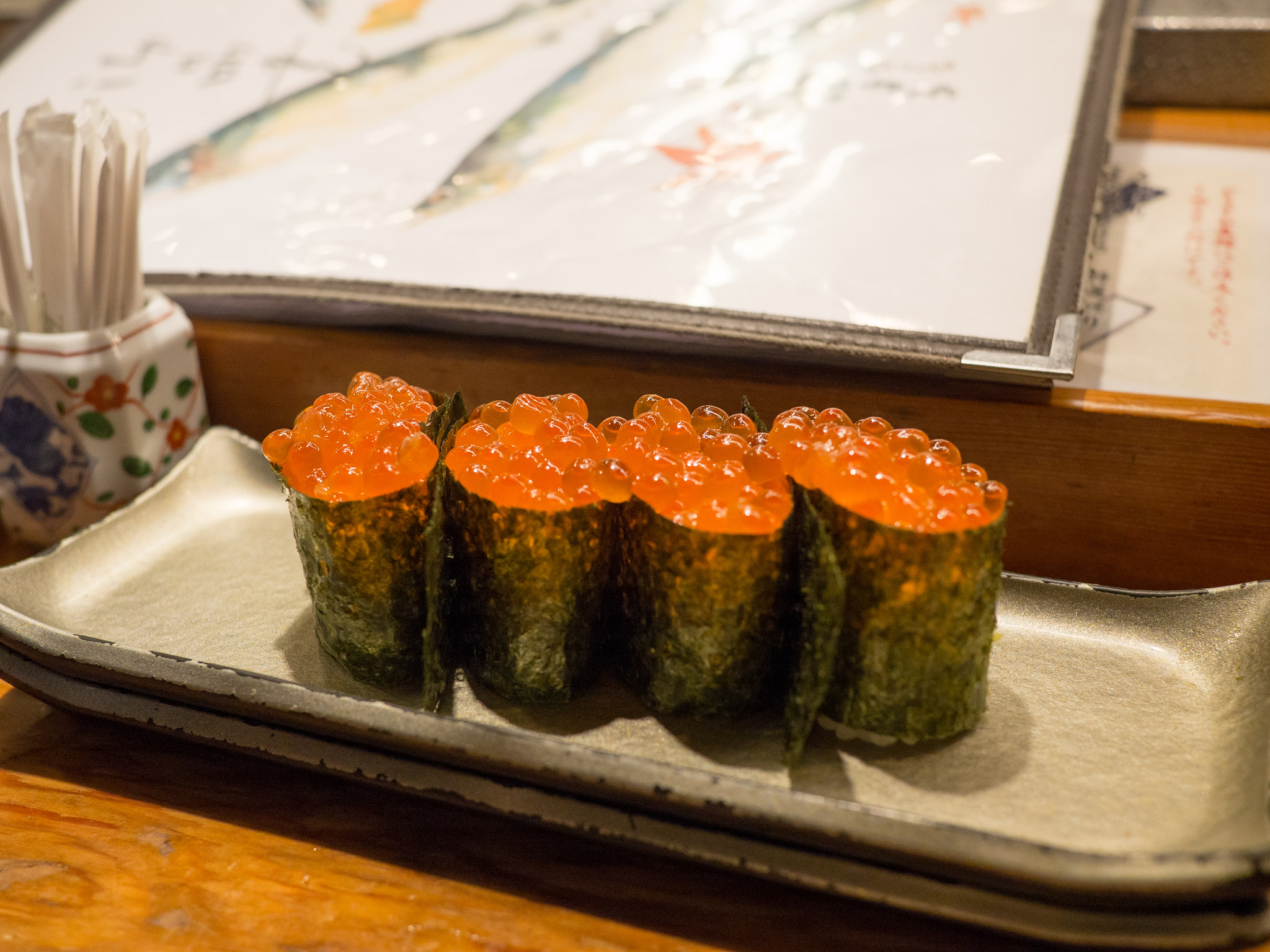
軍艦卷
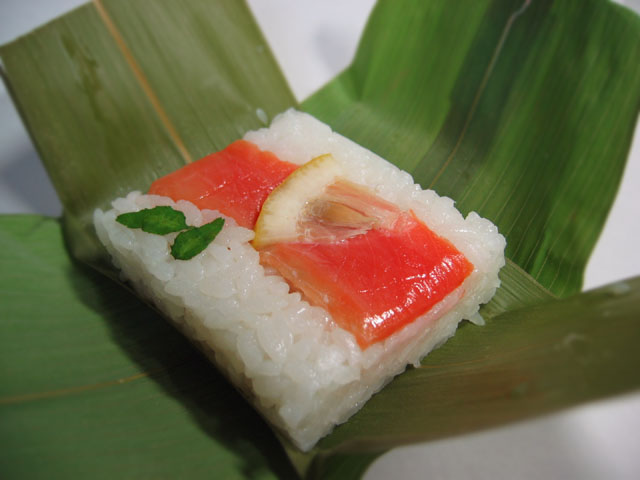
笹寿司
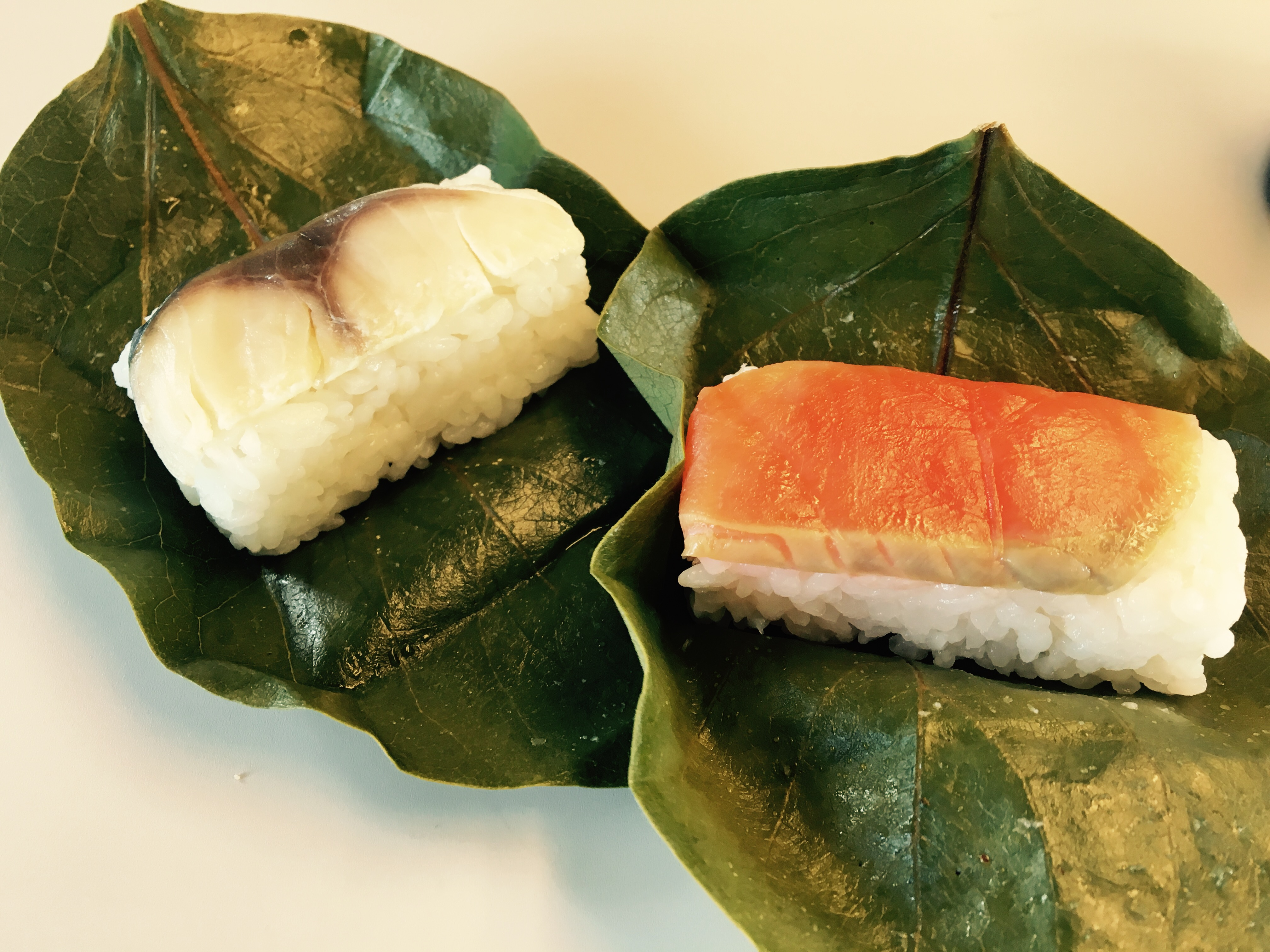
奈良柿叶寿司
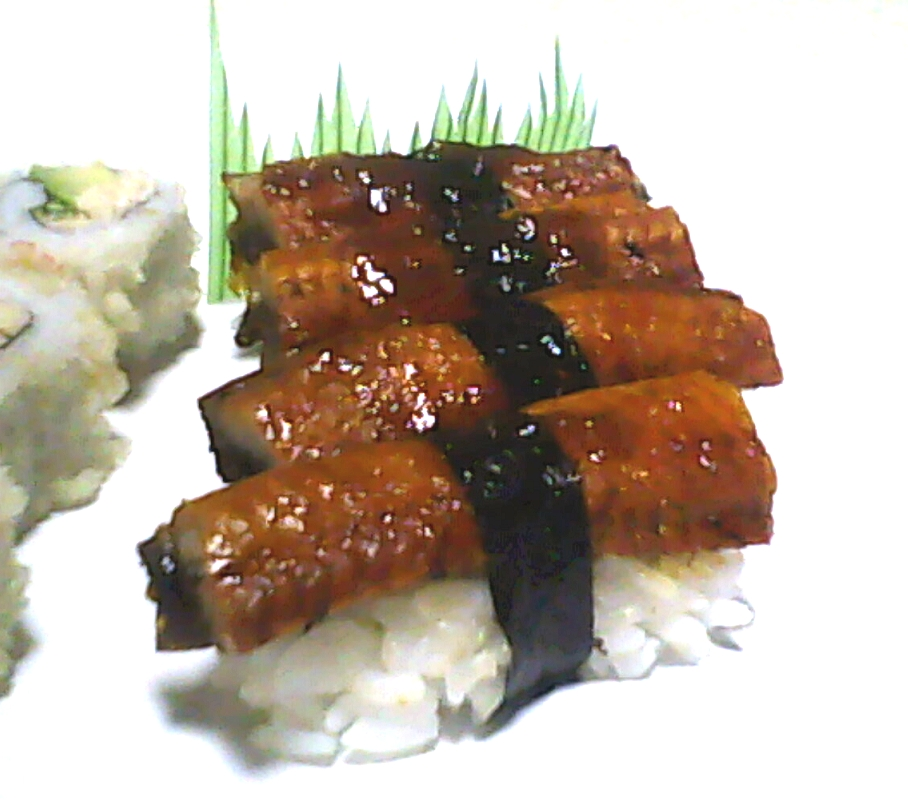
鳗鱼寿司
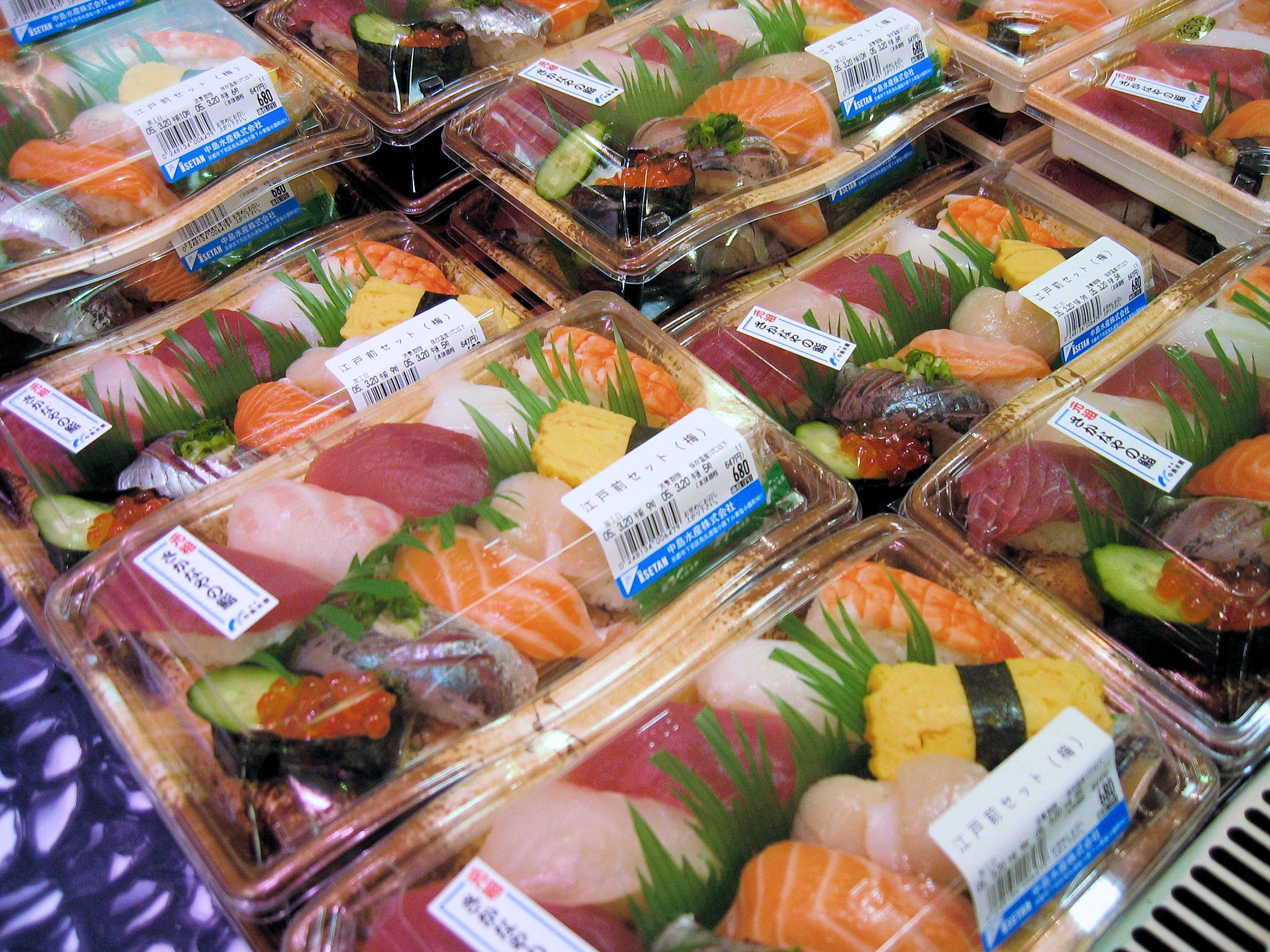
东京超市里的握寿司
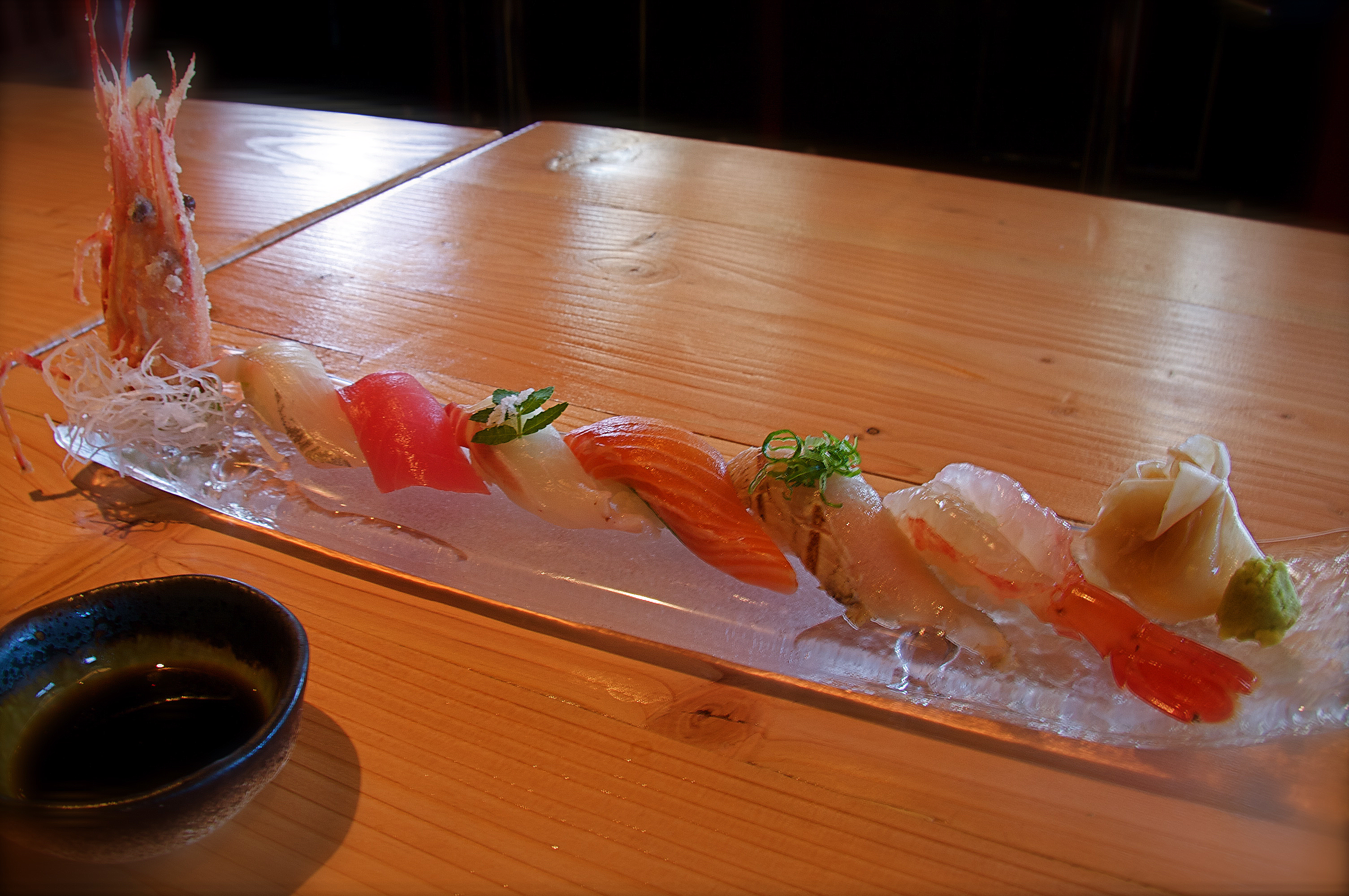
什锦寿司
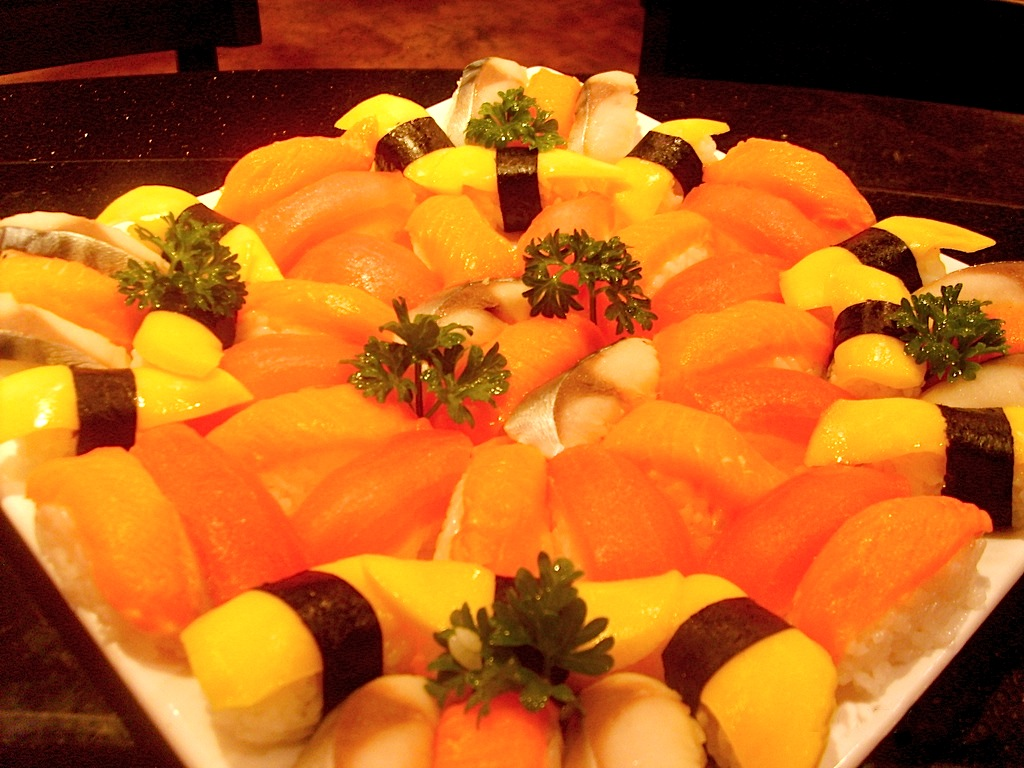
西式什锦寿司
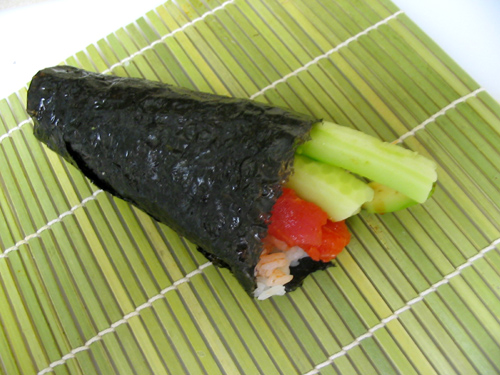
辣金槍魚手卷（スパイシーツナロール）
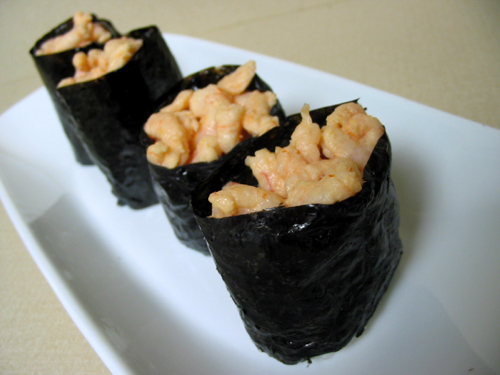
海老軍艦壽司
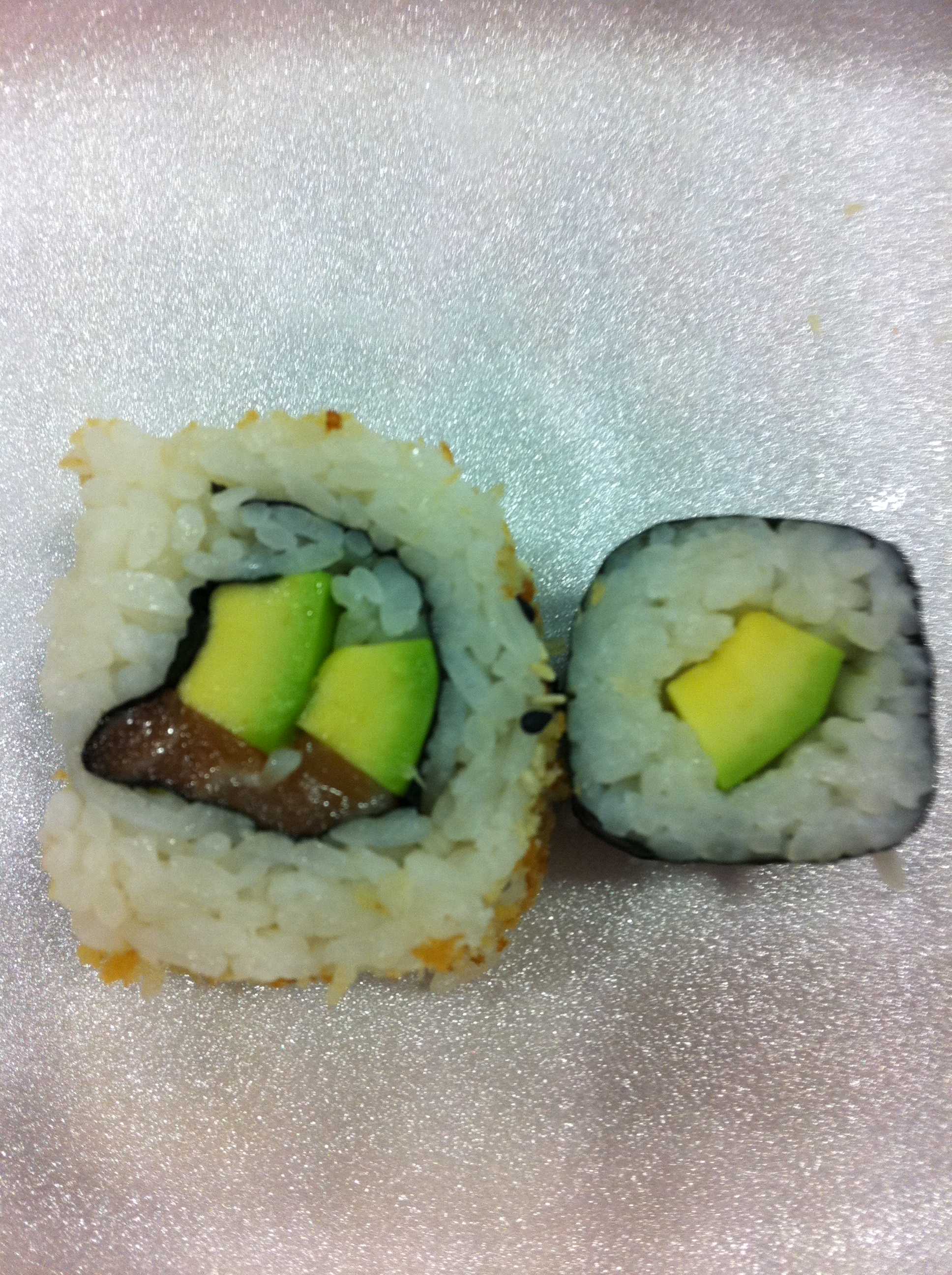
蔬菜壽司
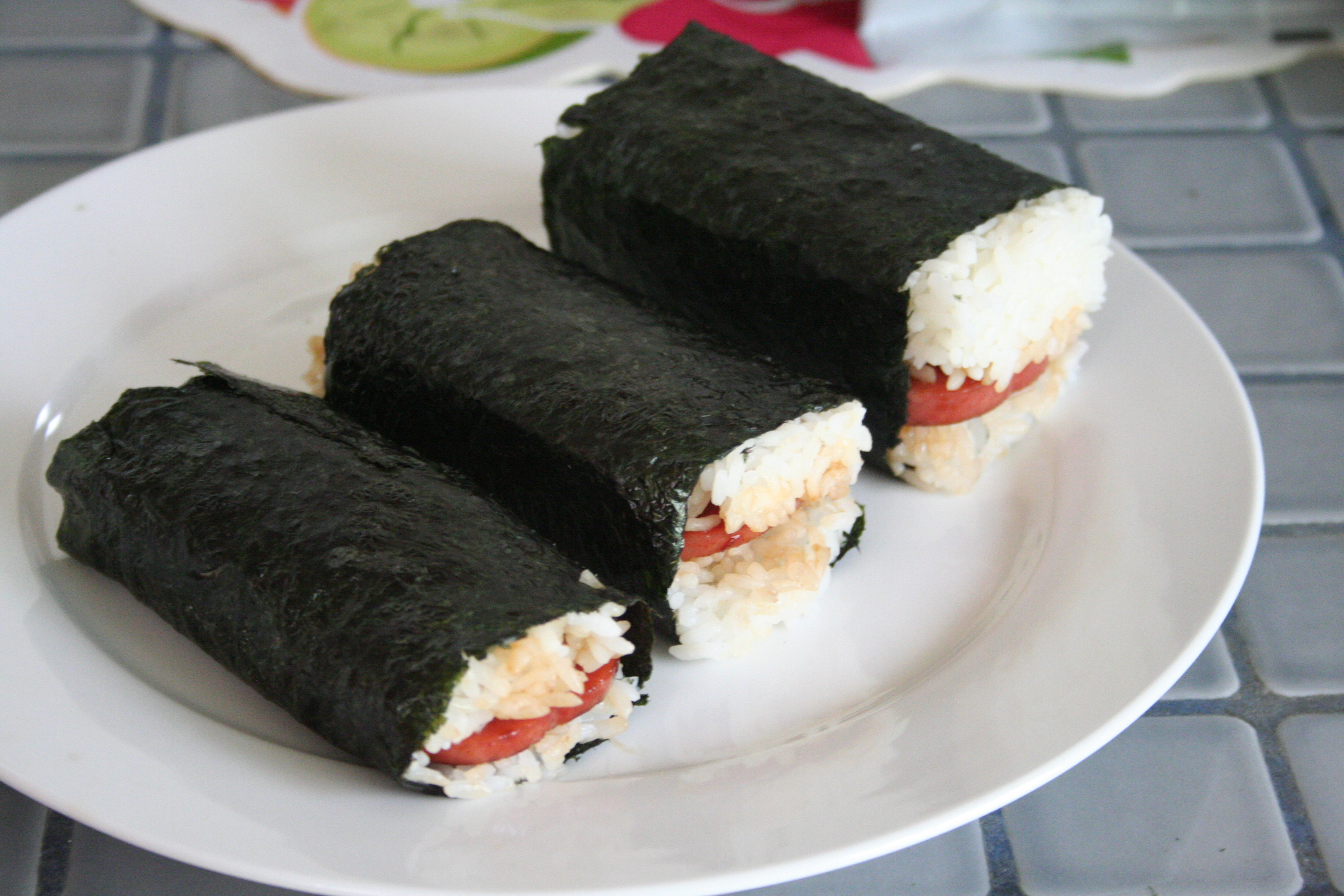
午餐肉壽司
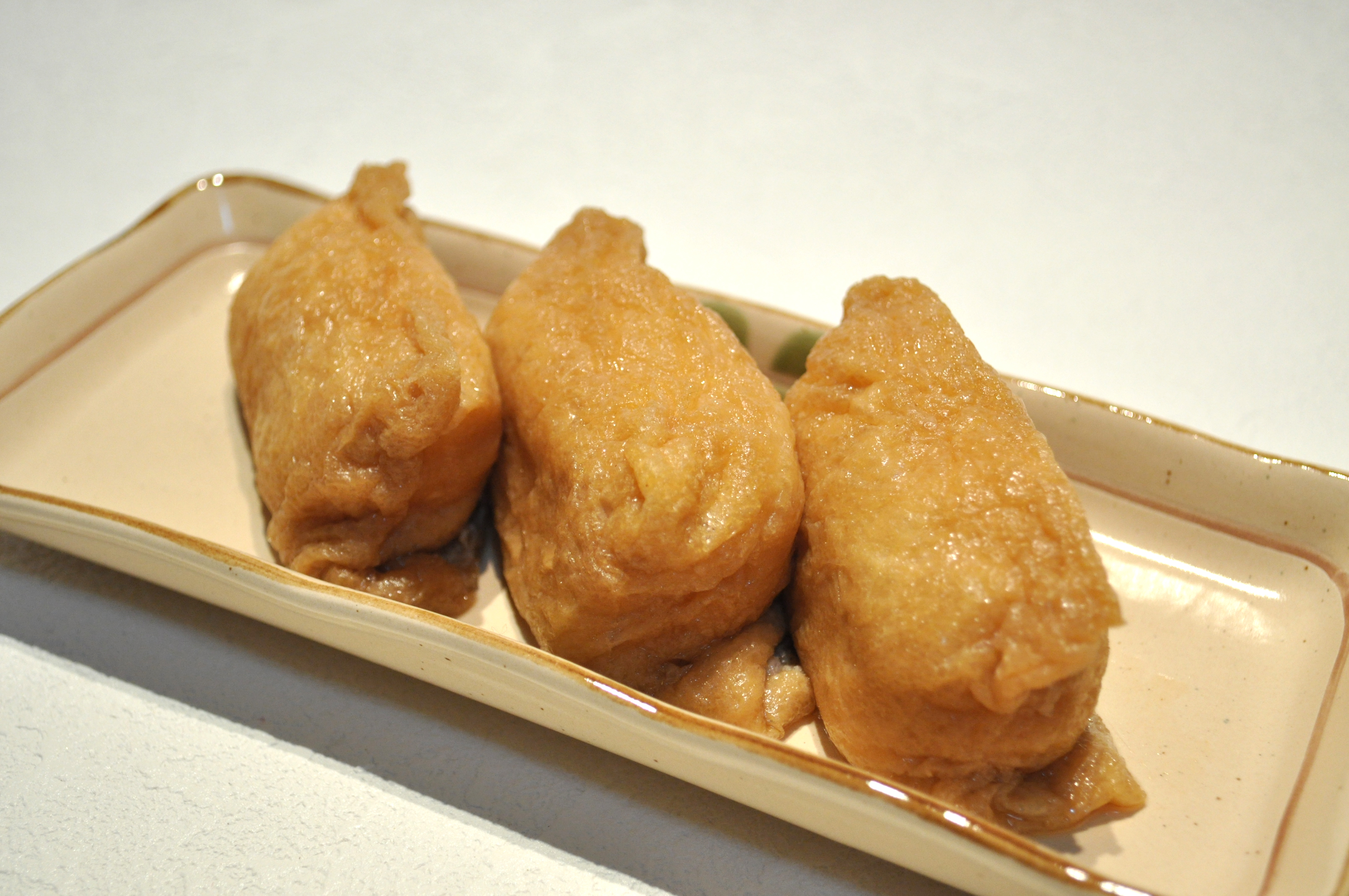
壽司
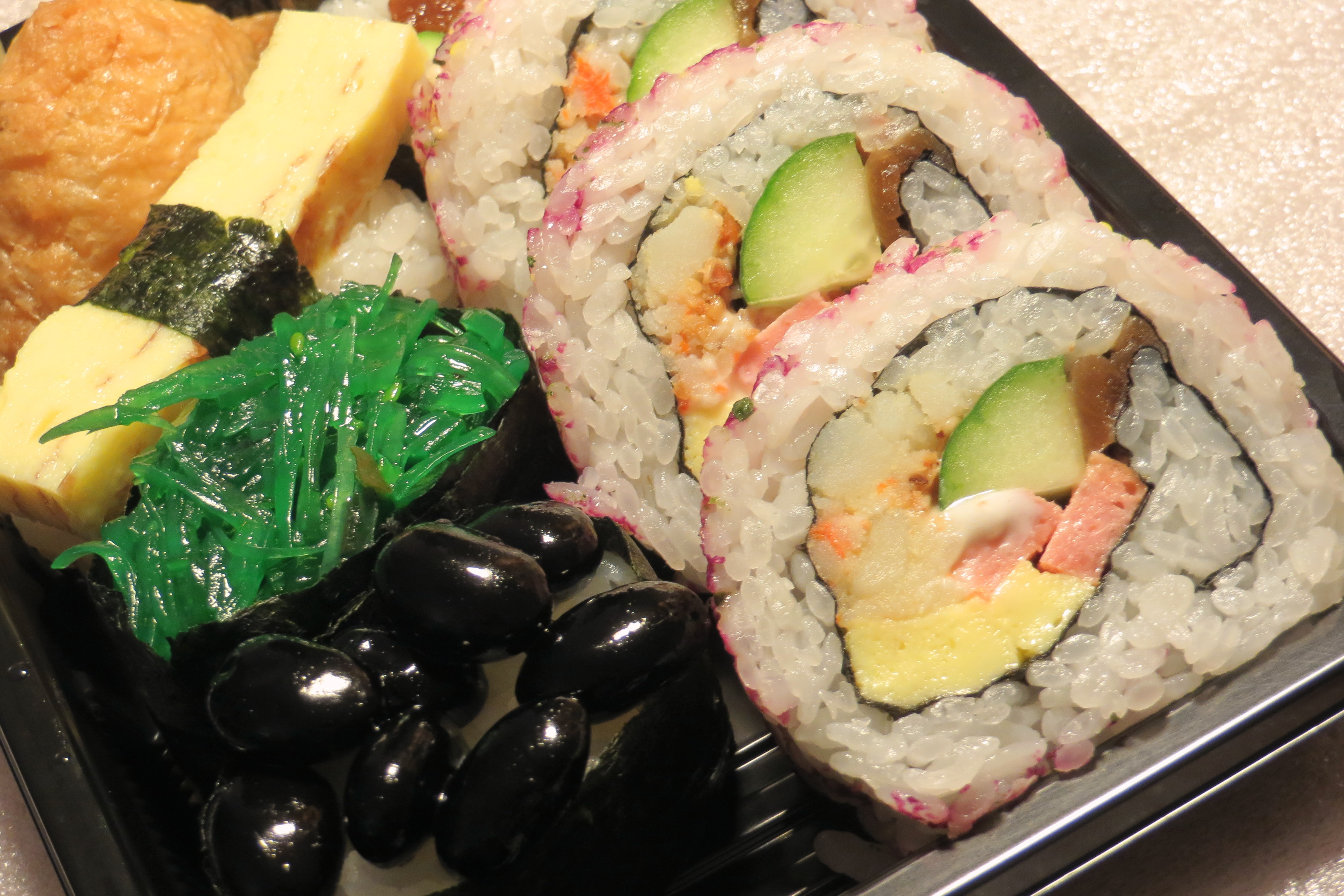
蛋乳素食壽司
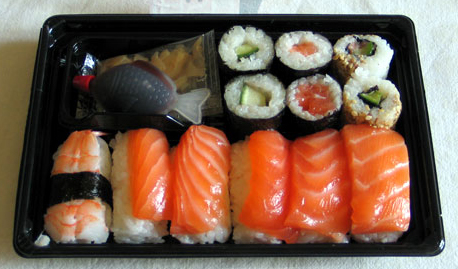
壽司便當
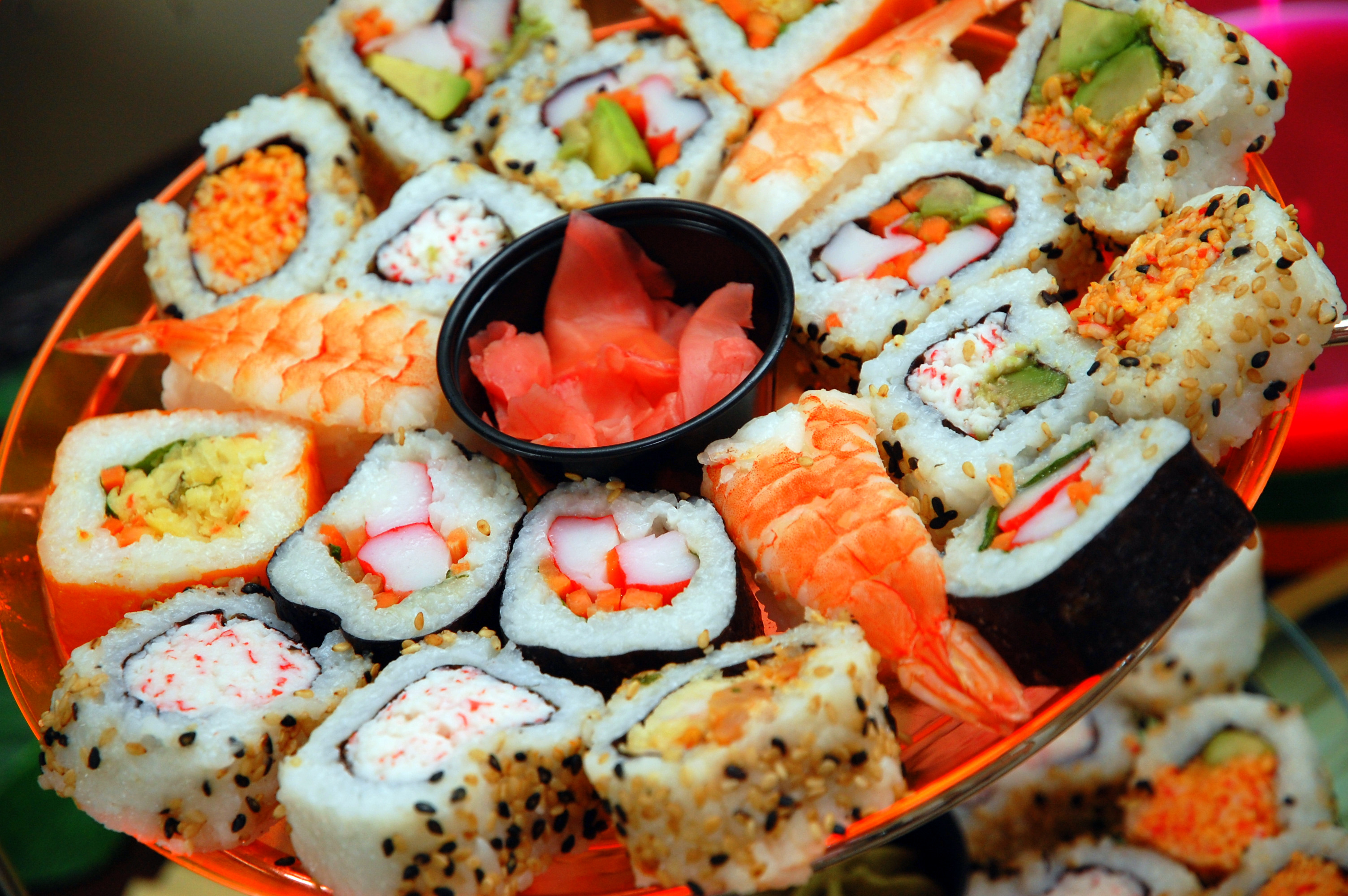
壽司

## 影視娛樂

### 漫畫
- 將太的壽司
- 綺羅羅的壽司
- 壽司料理王（日语：音やん）
- 花壽司阿幸（花寿司の幸）
- 江戶壽司王（日语：江戸前の旬）
- 壽司一!

### 電視劇
- 將太的壽司

### 紀錄片
- 壽司之神

## 相關
- 紫菜包飯
- 加州卷
- 花之戀